# Caritasverband für die Erzdiözese Bamberg
Der Caritasverband für die Erzdiözese Bamberg ist Dachverband der organisierten Caritas (lateinisch für Nächstenliebe, Hochschätzung) und Wohlfahrtsverband der römisch-katholischen Kirche im Bistum Bamberg.
Der Verband ist korporatives Mitglied des Deutschen Caritasverbandes, Landesverband Bayern e. V. Im Jahr 2012 betreute er 191.759 Personen.

## Geschichte
Der Caritasverband wurde am 7. Februar 1921 gegründet.

## Struktur
Der Verband, der unter der Aufsicht des Erzbischofs von Bamberg steht, gliedert sich in 13 Kreis- und Stadtverbände sowie einen Regionalverband. Unter dem Dach des Diözesan-Caritasverbandes bestehen derzeit ca. 500 Einrichtungen. Derzeit sind über 11.000 hauptamtliche Mitarbeiter bei der Caritas Bamberg angestellt.

### Stadt-, Kreis- und Regionalcaritasverbände
Auf Kreisebene gibt es jeweils Stadt-, Kreis- und Regionalcaritasverbände.
1. Kreiscaritasverband Stadt und Landkreis Ansbach
2. Regionalcaritasverband Bamberg-Forchheim (ehem. Lkr. Bamberg & Forchheim)
3. Stadt Bamberg
4. Stadt und Landkreis Bayreuth
5. Stadt und Landkreis Coburg
6. Stadt und Landkreis Erlangen-Höchstadt/Aisch
7. Stadt und Landkreis Fürth
8. Stadt und Landkreis Hof
9. Landkreis Kronach
10. Landkreis Kulmbach
11. Landkreis Nürnberger Land
12. Landkreis Lichtenfels
13. Scheinfeld und Landkreis Neustadt an der Aisch – Bad Windsheim
14. Nürnberg[4]

### Fachverbände
1. IN VIA
2. Kreuzbund
3. Malteser Hilfsdienst
4. Sozialdienst Katholischer Frauen
  1. Bamberg
  2. Erlangen
  3. Kronach
  4. Nürnberg-Fürth[5]

## Organe
Die Satzung des Caritasverbandes für die Erzdiözese Bamberg e. V. legt fest, dass der Verein drei Organe hat: den Vorstand, den Caritasrat und die Vertreterversammlung.

### Vorstand
- Michael Endres (Vorstandsvorsitzender/Diözesan-Caritasdirektor)
- Ursula Kundmüller (stellv. Vorsitzender)[6]

### Aufsichtsrat
Der Aufsichtsrat besteht aus bis zu neun Mitgliedern und dem Vorsitzenden. Den Vorsitzenden und vier Mitglieder ernennt der Erzbischof, ein Mitglied ernennt die Mitarbeiterversammlung und vier Mitglieder die Vertreterversammlung.

### Vertreterversammlung
Die Vertreterversammlung besteht aus den stimmberechtigten Mitgliedern (je zwei Vertreter der Gliederungen, je ein Vertreter der korporativen Mitglieder, der Orden und des Diözesanrates im Erzbistum Bamberg) und den beratenden Mitgliedern (der Vorstand, die Aufsichtsräte, die Geschäftsführer der Tochterunternehmen, der Direktor des Caritasverbandes Nürnberg, je ein Mitglied der Mitarbeitervertretungen des Verbandes und der Tochterunternehmen sowie je ein Vertreter der assoziierten Organisationen).